# Mewing (ortotropici)
Il Mewing è una tecnica di allenamento posturale orale che si ritiene possa migliorare la struttura della mascella e del viso. 
Deve il suo nome a Mike e John Mew, due ortodontisti britannici noti per le loro idee controverse, che hanno sviluppato questa tecnica nell’ambito di una pratica chiamata "ortotropia". Il metodo consiste nel posizionare la lingua sul palato e applicare una leggera pressione, con l'obiettivo di influenzare la struttura delle mascelle. Tuttavia, ad oggi, non esiste alcuna ricerca scientifica credibile che ne dimostri l'efficacia.
Molti ortodontisti ritengono che il mewing non abbia prove scientifiche sufficienti per essere considerato un trattamento alternativo valido alla chirurgia ortognatica. 
Mike Mew è stato espulso dalla British Orthodontic Society e deve affrontare un'udienza per cattiva condotta, a seguito di accuse secondo cui i suoi trattamenti avrebbero causato danni ai pazienti pediatrici. Nonostante le sue critiche all'ortodonzia tradizionale, i trattamenti ortotropici di Mew per i bambini piccoli hanno un costo di £12.500 per un periodo di 36 mesi e prevedono l'uso di dispositivi come un casco, un collare cervicale e apparecchi di espansione orale.
Dal 2019, il Mewing ha ricevuto un'ampia copertura mediatica a causa della sua viralità sui social media, soprattutto nelle sottoculture incel e looksmaxxing. I dati di Google Trends indicano che l'interesse per il Mewing è iniziato a crescere a gennaio 2019.